# DJ Yella
Antoine Carraby, mais conhecido pelo seu nome artístico DJ Yella (Compton, 11 de dezembro de 1967) é um DJ, rapper, produtor e diretor de cinema. Ele ganhou o nome de "DJ Yella" de outro DJ que trabalhava com ele, The Unknown DJ, após uma música do Tom Tom Club chamada "Mr. Yellow". Foi membro do grupo World Class Wreckin' Cru, juntamente com Dr. Dre. Posteriormente foi um dos que criaram o famoso grupo de gangsta rap N.W.A (composto por Yella, Dre, Arabian Prince, Ice Cube, MC Ren e Eazy-E). Juntamente com Dre, ele produziu o álbum de estreia de Eazy Eazy-Duz-It e três discos do N.W.A. Em 26 de Novembro de 2011, foi descoberto que Yella retornou para a indústria musical e com o sucesso do álbum, chamado West Coastin, lançado em 2014.

## Discografia
| Informação |
| --- |
| One Mo Nigga ta Go - Lançado: 26 de março de 1996 - Posições nas paradas: #82 US, #23 Top R&B/Hip Hop - Última certificação da RIAA: Ouro - Singles: Nenhum |